# Oxira steni
Oxira steni là một loài bướm đêm trong họ Noctuidae.